# Laura Ingraham

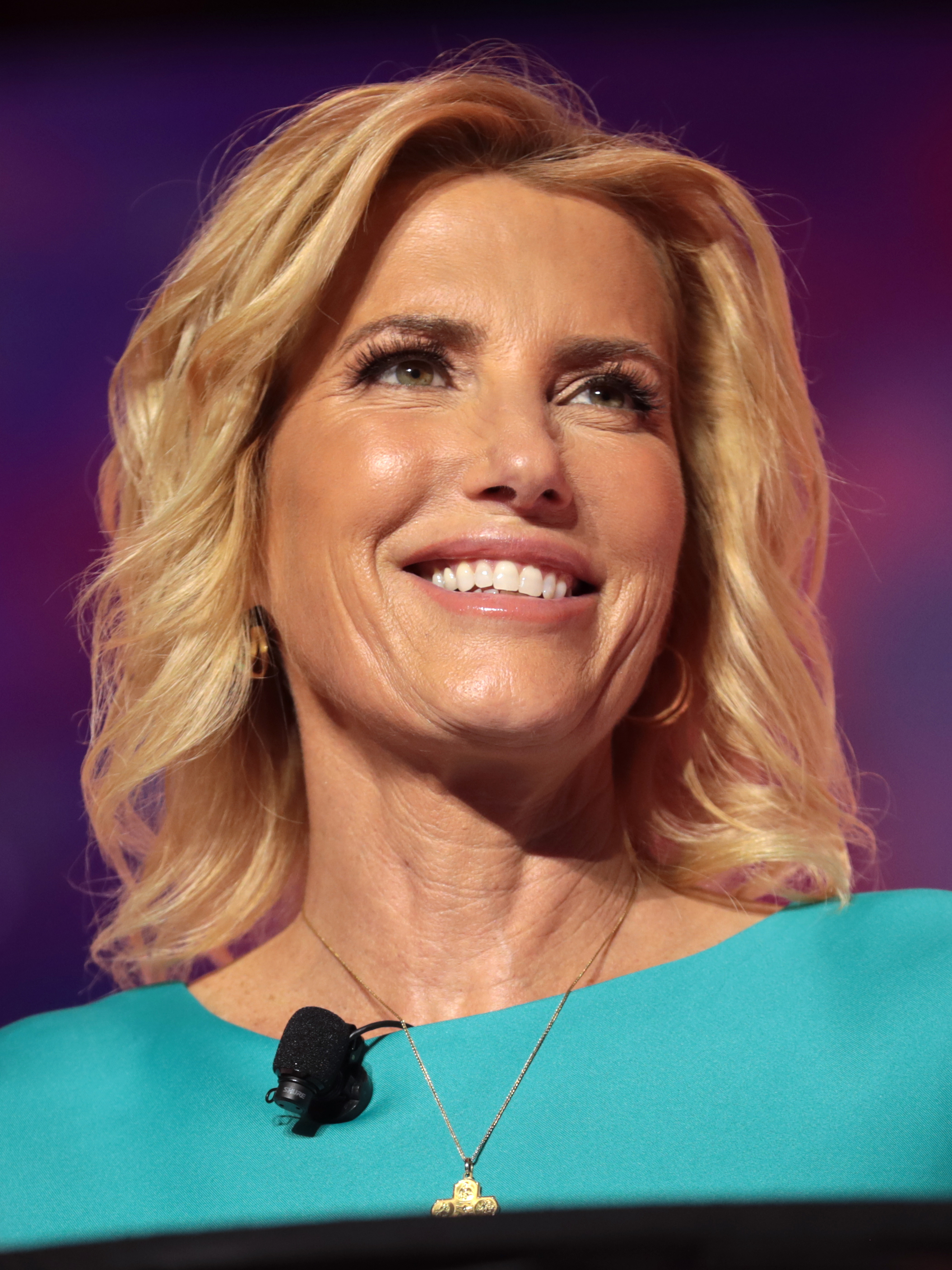
Laura Ingraham (2022)

Laura Anne Ingraham (* 19. Juni 1963 in Glastonbury, Connecticut) ist eine US-amerikanische Fernseh- und Radiomoderatorin, Sachbuchautorin und konservative Kommentatorin. Sie moderierte die beliebte, nach ihr benannte Radiosendung, The Laura Ingraham Show.
Seit Oktober 2017 hat sie auf dem Fox News Channel ihre eigene Sendung, The Ingraham Angle.

## Ausbildung und berufliche Anfänge
Ingraham entstammt einer Familie der Mittelschicht aus Connecticut. Nach dem Besuch der Glastonbury High School, die sie 1981 abschloss, studierte sie am Dartmouth College, das sie 1985 mit einem Bachelor-Abschluss verließ. Während ihrer Studienzeit in Dartmouth gehörte sie der Redaktion der konservativen Zeitung The Dartmouth Review an, deren erster weiblicher Herausgeber sie in ihrem letzten Studienjahr in Dartmouth wurde. Bereits zu dieser Zeit fiel sie durch kontroverse Positionen in gesellschaftlichen und politischen Fragen auf, so durch die in einem Artikel geäußerte These, dass die damals an den amerikanischen Universitäten erstmals sehr engagiert auftretenden Aktivisten für Schwulenrechte im Grunde nichts anderes seien als „Cheerleader für die sodomistischen Untergrundgemeinden“ an den Universitäten.
In den späten 1980er Jahren arbeitete Ingraham als Redenschreiberin für den Berater für Innenpolitik in der Reagan-Regierung. Anschließend fungierte sie kurzzeitig als Redakteurin für The Prospect, einer von der Gruppe Concerned Alumni of Princeton herausgegebenen Zeitschrift konservativen Zuschnitts.
1991 erwarb Ingraham einen Abschluss im Fach Rechtswissenschaften an der University of Virginia School of Law. Danach war sie nacheinander Mitarbeiterin von Ralph K. Winter Jr, Richter beim US Court Of Appeals des 2. Bezirks, und von Clarence Thomas, Richter beim Supreme Court in Washington. Später zog sie als Privatverteidigerin im Dienst der Anwaltskanzlei Skadden, Arps, Slate, Meagher & Flom nach New York City.
Ende der 1990er Jahre moderierte Ingraham die Sendung Watch It! im Programm des Nachrichtensenders MSNBC.

## Karriere als Radio- und Fernsehmoderatorin

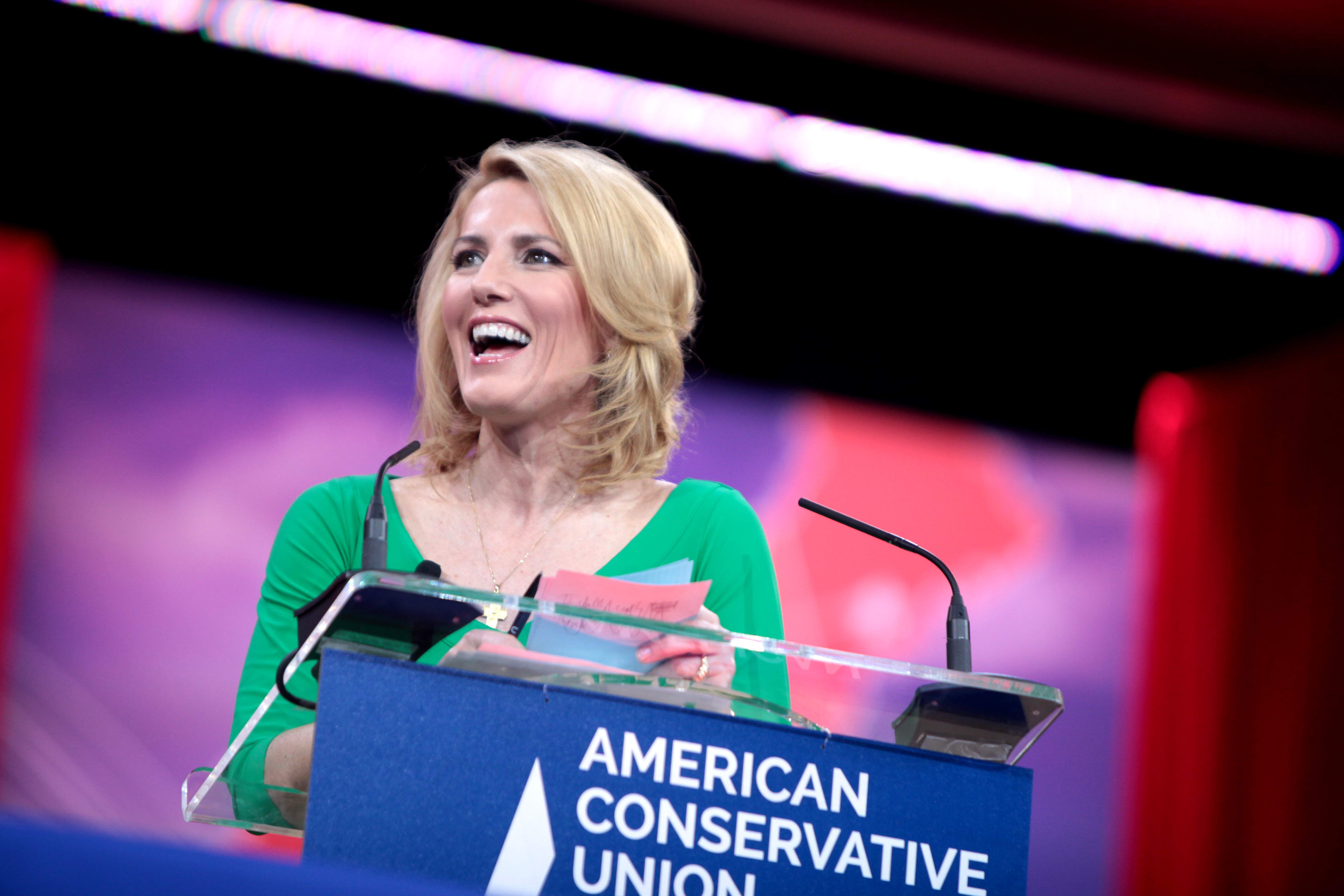
Laura Ingraham (2015)

Im April 2001 begann Ingraham mit der Moderation der nach ihr benannten Radio-Talk-Show The Laura Ingraham Show, die bis Dezember 2018 jeweils werktags lief. Die Show wurde von Westwood One angeboten und von über 300 Stationen und XM Satellite Radio ausgestrahlt. 2004 wechselte die Show zum Talk Radio Network. Die Sendung ist mit einer wöchentlichen Zuhörerschaft von durchschnittlich 5,5 Millionen die quotenmäßig achterfolgreichste Radiosendung in den Vereinigten Staaten. Vom „Talkers Magazine“ wurde sie 2016 auf Platz 20 der einflussreichsten Talkhosts gesetzt und galt damit als die erfolgreichste Moderatorin der Branche.
Im Fernsehen ist Ingraham regelmäßig als Kommentatorin in Sendungen des konservativen US-Nachrichtensenders Fox News Channel präsent. In der von Bill O’Reilly moderierten Show The O’Reilly Factor, die mit täglich mehr als drei Millionen Zuschauern als erfolgreichste Politsendung im US-Kabelfernsehen überhaupt galt, trat sie einmal pro Woche mit einer als The Week in review from the Ingraham Angle bezeichneten Kolumne auf, in der sie den Zuschauern ihre Ansichten zu aktuellen Ereignissen und ihren Protagonisten darlegte. Seit 2008 übernahm Ingraham zudem routinemäßig die stellvertretende Moderation des O’Reilly Factors. Seit Oktober 2017 moderiert sie bei Fox ihre eigene (wochen)tägliche Sendung The Ingraham Angle.
In ihrer Eigenschaft als Radio- und Fernsehpersönlichkeit fällt Ingraham immer wieder durch umstrittene politische Meinungsbekundungen, durch provokante Thesen und Vergleiche auf. So wandelte sie 2009 während der allgemeinen politischen Debatte um die amerikanische Gesundheitsreform ein Gedicht von Martin Niemöller, in dem dieser die mangelnde Zivilcourage seiner selbst gegenüber den Repressionsmethoden des NS-Regimes beklagt, ab, um den ihrer Meinung nach repressiven und freiheitsfeindlichen Charakter der Pläne der Obama-Regierung für die amerikanische Gesellschaft im Allgemeinen und das US-Steuersystem, -Waffenrecht und -Gesundheitssystem im Besonderen aufmerksam zu machen:

“First they came for the rich, and I did not speak out because I was not rich. Then they came for the property owners, and I did not speak out because I did not own property. Then they came for the right to bear arms, and I did not speak out because I was not armed. Then they came for me and denied me my medical care, and there was no one left to speak for me….”

„Erst kamen sie, um die Reichen zu holen, aber ich habe geschwiegen, ich war ja kein Reicher. Dann kamen sie, um die Grundbesitzer zu holen, ich habe geschwiegen, ich war ja kein Grundbesitzer. Dann kamen sie, um das Recht Waffen zu tragen abzuschaffen, ich habe geschwiegen, ich war ja nicht bewaffnet. Dann kamen sie meinetwegen, um mir das Recht auf medizinische Versorgung zu nehmen, und da war niemand mehr, der für mich sprechen konnte….“

### Vorstandsmitglied des Kennedy Center
Anfang März 2025 wurde Ingraham von Donald Trump zusammen mit einer weiteren Fox-News-Moderatorin, mit Maria Bartiromo, als Mitglied des Board of Trustees für das John F. Kennedy Center for the Performing Arts berufen. Zuvor hatte Trump alle unter Joe Biden ernannten Personen in leitenden Stellungen ausgewechselt und sich selbst als Vorsitzender installiert, weil, so erklärte er, die Institution zu „woke“ geworden sei. Mit ernannt wurden Susie Wiles, Dan Scavino, Usha Vance und als Interimspräsident der offen schwule Politiker Richard Grenell, der bis Juni 2020, Botschafter in der Bundesrepublik Deutschland war. Während Grenell behauptete, dass Trump die zuvor nicht bekannte schlechte finanzielle Situation des Kennedy Center in den Griff bekommen wolle, wurden aus Protest Zuwendungen und Spenden an das Kennedy Center gestrichen und bis zum 7. März mehr als 20 Aufführungen abgesagt oder verlegt.

## Buchveröffentlichungen
Daneben hat Ingraham verschiedene Bücher veröffentlicht. In The Hillary Trap analysiert sie Hillary Clinton und reinterpretiert die Wahrnehmung Clintons als einer feministischen Ikone als Fehleinschätzung, da diese einen liberalen Feminismus unterstützt habe, der einer Kultur Vorschub leiste, in der die Abhängigkeit von Frauen belohnt, die Familie als Institution zersetzt und die Rolle von Frauen als Opfer zelebriert wird. Das Buch Shut Up & Sing ist eine Breitseite gegen liberale Eliten, die die Unterhaltungsindustrie, die Medien, die Politik, die Kunst und die internationalen Organisationen (UNO) dominierten und diese dazu benutzen würden, die Vereinigten Staaten zu unterminieren, während die amerikanische Mittelklasse als das eigentliche Herzblut jeder demokratischen Gesellschaft marginalisiert würde. Die Streitschrift Power to the People, die den 1. Platz der New York Times Bestseller-Liste erreichte, kritisierte die angebliche Pornifizierung der USA und fordert die konservative Leserschaft zur aktiven Teilnahme am kulturellen Leben auf, um so konservative Werte in der Erziehung und im Familienleben zu stärken.
In The Obama Diaries, einem Bestseller aus dem Jahre 2010, zielt sie auf Präsident Barack Obama. Hier stellt Ingraham mit Fantasietagebucheintragungen Obama, seine Familie und seine Verwaltung als inkompetente, bösartige und charakterschwache Idioten dar. Im Buch Of Thee I Zing, ebenfalls einem Bestseller, stellt Ingraham den Verfall der amerikanischen Kultur dar.

## Privatleben
2003 konvertierte Ingraham zum Katholizismus. Im April 2005 gab sie ihre Verlobung mit dem Geschäftsmann James V. Reyes bekannt, die schließlich wieder aufgelöst wurde. In früheren Jahren hatte sie Beziehungen mit dem demokratischen Senator Robert Torricelli und dem liberalen Moderator Keith Olbermann. Ebenfalls 2005 erklärte Ingraham, eine Brustkrebsoperation durchlaufen und gut überstanden zu haben. Sie hat drei adoptierte Kinder, die in Guatemala und Russland geboren wurden.

## Kontroversen

### Boykottaufruf nach Angriff auf Opfer eines Schulmassakers
Nach dem Schulmassaker von Parkland beteiligte sich ein Überlebender, der 17-jährige Schüler David Hogg, an einer Bewegung für strengere Waffengesetze. Ingraham verspottete ihn daraufhin in einem Tweet als „Heulsuse“ („...and whines about it“), in dem sie behauptete, Hogg sei wegen seines schlechten Notendurchschnitts von vier kalifornischen Colleges zurückgewiesen worden. Daraufhin rief Hogg zum Boykott der Werbekunden ihrer Show auf. Auf den Boykottaufruf hin zogen 27 Kunden, darunter Mitsubishi und IBM, ihre Anzeigen zurück, die Einnahmen brachen zeitweise um die Hälfte ein. Die von Ingraham daraufhin vorgebrachte Entschuldigung akzeptierte Hogg nicht.

### Song von Nipsey Hussle
Im Jahre 2019 machte sich Ingraham in ihrer Show auf Fox News über den kurz zuvor im Alter von 33 Jahren erschossenen Rapper Nipsey Hussle lustig, indem sie dessen vielbeachtetes, gemeinsam mit dem Rapper YG aufgenommenes Statement zur US-Wahl 2016, die Single FDT („Fuck Donald Trump“) abspielte. Dieses Segment ihrer Show führte zu Kritik in Teilen der Rap-Szene; u. a. Snoop Dogg und The Game forderten Fox vergeblich dazu auf, Ingraham zu entlassen.

## Schriften
- The Hillary Trap. Looking for Power in All the Wrong Places, 2000. (Erweiterte Neuauflage 2005)
- Shut Up & Sing. How Elites from Hollywood, Politics, and the U.N. are Subverting America, 2003.
- Power to the People, Regnery Publishing, 2007, ISBN 978-1-59698-516-2.